# Easy Virtue (peça)
Easy Virtue é uma peça em três atos de Noël Coward. Ele a escreveu em 1924, quando tinha 25 anos, e é a sua 16ª peça. A peça teve a primeira execução bem sucedida em Nova York, em 1925, e estreou em Londres em 1926. Desde então, ela tem sido reencenada diversas vezes e foi filmada duas vezes - em 1928 e em 2008.
No tom e no estilo, Easy Virtue é essencialmente um melodrama "drawing room", com os floreios da assinatura que seriam identificados mais tarde com ele. Os personagens centrais da peça são John Whittaker e Larita, a americana divorciada com quem ele acabara de se casar com grande desaprovação da mãe.